# Kommissivum
Kommissiva oder Kommissive Sprechakte sind Sprechakte, in denen sich ein Sprecher zur Ausführung einer zukünftigen Handlung verpflichtet. Kommissive Sprechakte werden durch kommissive Verben festgelegt: versprechen, geloben, schwören, drohen etc.
Beispiele: „Ich werde dich nie wieder anlügen!“ oder „Ich versuche mein Bestes, pünktlich zu kommen!“.